# Chamberlin Observatory
Das Chamberlin Observatory ist ein astronomisches Observatorium, das der Universität von Denver gehört und von ihr betrieben wird. Es befindet sich in Denver, Colorado (USA), im Observatory Park. Es ist nach Humphrey B. Chamberlin benannt, einem Immobilienmagnaten aus Denver, der 1888 insgesamt 50.000 US-Dollar für den Bau und die Ausstattung der Anlage spendete.
Das Observatoriumsgebäude wurde von Robert S. Roeschlaub entworfen. Die astronomischen Aspekte und Funktionen wurden von Professor Herbert Alonzo Howe entworfen, nachdem er viele Observatorien im Osten besucht hatte. Es wurde dem Goodsell Observatory am Carleton College in Northfield, Minnesota, nachempfunden und aus roten Sandsteinblöcken gebaut. Die romanische Struktur umfasst eine zentrale Rotunde und ein Kuppeldach. Der Bau begann 1890.
Die 20-Zoll-Objektivlinse für das Hauptteleskop des Observatoriums wurde von Alvan Clark & Sons hergestellt, und die Fassung wurde von George Nicholas Saegmüller gebaut. Die Montierung ruht auf einer gusseisernen Säule, die wiederum von einem massiven Steinpfeiler getragen wird. Die Montage des Teleskops wurde von Professor Herbert Alonzo Howe überwacht. Das Teleskop erblickte 1894 das erste Licht.
2018 veranstaltete die Denver Astronomical Society jeden Monat mehrere öffentliche Veranstaltungen im Observatorium. Da sich das Observatorium in einer großen Metropolregion befindet, ist es stark von Lichtverschmutzung betroffen, was seine Verwendung in der wissenschaftlichen Forschung einschränkt.
Im späten 19. Jahrhundert waren große Refraktoren trotz ihrer im Vergleich zu Reflektoren kleinen Öffnungen beliebt. Ein Faktor, der ihnen half, waren mehrere gescheiterte Reflektorprojekte, während das 26-Zoll Naval Observatory 1877 die Marsmonde gefunden hatte. In nur zehn Jahren erfolgte die Verlagerung hin zu großen Reflektoren wie beim 60-Zoll-Hale von 1908.